# Collegio elettorale di Villacidro
Il collegio elettorale di Tiesi è stato un collegio elettorale uninominale del Regno di Sardegna nell'allora provincia di Sassari. 
Fu istituito in base alla riforma determinata dalla legge del 27 gennaio 1856. 
Era costituito dagli allora mandamenti di Villacidro e di Guspini e dal comune di Pabillonis
In precedenza il collegio aveva la denominazione di Iglesias II.

## Dati elettorali
Nel collegio si svolsero votazioni solo per la sesta legislatura. In seguito alla riforma del 1859 il territorio divenne parte del collegio di Iglesias .

### VI legislatura
Le votazioni si svolsero in 204 collegi uninominali a doppio turno dopo la modifica dei collegi della Sardegna nel 1856; venne applicata la normativa del 1848 (al primo turno un numero di voti maggiore di un terzo degli iscritti).
| Partito                            | Partito                            | Candidato                          | Primo turno 15 novembre 1857 | Primo turno 15 novembre 1857 | Ballottaggio 19 novembre 1857 | Ballottaggio 19 novembre 1857 |
| Partito                            | Partito                            | Candidato                          | Voti                         | %                            | Voti                          | %                             |
| ---------------------------------- | ---------------------------------- | ---------------------------------- | ---------------------------- | ---------------------------- | ----------------------------- | ----------------------------- |
|                                    | —                                  | Domenico Melis                     | 85                           | 50,60                        | 88                            | 52,38                         |
|                                    | —                                  | Francesco Ferrara                  | 83                           | 49,40                        | 80                            | 47,62                         |
|                                    |                                    |                                    |                              |                              |                               |                               |
| Iscritti                           | Iscritti                           | Iscritti                           | 432                          | 100,00                       | 432                           | 100,00                        |
| ↳ Votanti (% su iscritti)          | ↳ Votanti (% su iscritti)          | ↳ Votanti (% su iscritti)          | 207                          | 47,92                        | 168                           | 38,89                         |
| ↳ Voti validi (% su votanti)       | ↳ Voti validi (% su votanti)       | ↳ Voti validi (% su votanti)       | 168                          | 81,16                        | 168                           | 100,00                        |
| ↳ Schede non valide (% su votanti) | ↳ Schede non valide (% su votanti) | ↳ Schede non valide (% su votanti) | 39                           | 18,84                        | 0                             | 0,00                          |
| ↳ Astenuti (% su iscritti)         | ↳ Astenuti (% su iscritti)         | ↳ Astenuti (% su iscritti)         | 225                          | 52,08                        | 264                           | 61,11                         |